# Su Canale
Su Canale (Lu Canali in gallurese) è una frazione del comune di Monti. Mameli de Olmedilla lo cita con il nome di "Su canale de Oscheri", località facente parte della Baronia di Silvas de intro, appartenenti all'Encontrada del Monteacuto.

## Geografia antropica
Si trova all'ingresso della vallata del comune di Monti, da cui dista 9 km, lungo la nuova  strada tra Sassari e Olbia (strada statale 729). È servita inoltre dalla ferrovia Cagliari-Golfo Aranci. Sorge tra il "Monte Ultulatu" nel comune di Monti e il "Monti 'Incappiddhatu", nel comune di Telti. Il territorio della frazione è attraversato dal torrente "Riu de Aghiloi".
La frazione è suddivisa in varie borgate: "La Palazzina" (centro), "Frades Berritteddos", "Frades Tilignas", "Sa Piana" (comprende un piccolo centro abitato per buona parte nel comune di Loiri Porto San Paolo, il restante territorio in piccola parte nei comuni di Telti e Olbia).

## Geografia fisica
Si trova in una parte del territorio comunale ricca di boschi, prevalentemente di querce e sugherete, con numerosa fauna, grazie anche al fitto sottobosco. I boschi sono denominati "Masone Mannu" e "Su Frassu".

## Monumenti e luoghi d'interesse
Vi si trova una chiesa patronale dedicata alla "Madonna della Pace", costruita nell'anno 2006, all'interno del centro abitato, per ospitare le funzioni religiose al posto della precedente piccola cappella fuori dal paese.

## Economia
L'economia della frazione è basata principalmente nella coltivazione della vite, precisamente del rinomato Vermentino di Gallura.

## Infrastrutture e trasporti
La frazione è collegata giornalmente con Olbia, che dista 12 km, e Sassari con bus dalla fermata di via La Palazzina e con treno dalla fermata ferroviaria del borgo, in via Frades Berritteddos.